# Drum național 73A
Der Drum național 73A (rumänisch für „Nationalstraße 73A“, kurz DN73A) ist eine Hauptstraße in Rumänien.

## Verlauf
Die Straße zweigt bei Șercaia vom Drum național 1 (Europastraße 68) ab und verläuft in südöstlicher Richtung über die Stadt Râșnov, wo sie den Drum național 73 (zugleich Europastraße 574) kreuzt, und weiter durch die nördlichen Ausläufer des Bucegi-Gebirges  nach Predeal, wo sie wieder auf den Drum național 1 (hier als Europastraße 60) trifft und an diesem endet.
Die Länge der Straße beträgt rund 70 Kilometer.